# 93
Cette page concerne l'année 93  du calendrier julien. Pour l'année 93 av. J.-C., voir 93 av. J.-C. Pour le nombre 93, voir 93 (nombre).
Pour l’article ayant un titre homophone, voir Quatrevingt-treize.
L'année 93 est une année commune qui commence un mardi.

## Événements
- Les Xianbei, Proto-Toungouses venus du haut Amour, infligent une sévère défaite aux Xiongnu du Nord affaiblis[1]. Ils incorporent cent mille Xiongnu.

- Crise frumentaire à Antioche de Pisidie, en Cappadoce, résolue par les mesures du gouverneur Antistius Rusticus (92-93)[2].

## Décès en 93
- 23 août : Agricola, général romain[3].